# Pardosa zhanjiangensis
Pardosa zhanjiangensis är en spindelart som beskrevs av Yin et al. 1995. Pardosa zhanjiangensis ingår i släktet Pardosa och familjen vargspindlar. Inga underarter finns listade i Catalogue of Life.